# ファスティアン作戦
ファスティアン作戦（ファスティアンさくせん、英語: Operation Fustian）は、第二次世界大戦中の1943年7月、連合軍によるシチリア島侵攻の一環として行われた空挺作戦。
この作戦は、イギリス第1空挺師団隷下の第1落下傘旅団（旅団長：ジェラルド・ラスブリー准将）によって実施された。作戦目標はシメート川にかかるプリモソーレ橋の奪取であり、第1落下傘旅団はグライダー着陸部隊の支援のもとで川の両岸へ降下することになっていた。橋を奪取した後は、3日前にシチリア島の東南海岸に上陸したばかりのイギリス第13軍団が来援するまでの間それを保持する必要があった。プリモソーレ橋は、イギリス第8軍がシメート川を渡りカターニア平原に入るための唯一の渡渉点だったから、その奪取によって急速な進撃がなされればシチリア島の枢軸軍の撃滅につながるものと期待されていた。
空挺部隊を乗せ北アフリカを進発した航空機の多くは、友軍の誤射または敵軍の攻撃により、撃墜されるか、損傷して引き返さなければならなかった。操縦士が取った回避行動によって第1落下傘旅団の降下地点は広範囲に分散し、所定の場所に降下できたのは2個中隊程度に留まったにもかかわらず、イギリス軍は防衛するドイツ軍とイタリア軍から橋を奪取し、反撃も撃退して、戦力比が開いていく中で日没まで耐えた。救援部隊の第50（ノーサンブリア）歩兵師団（師団長：シドニー・カークマン少将）は、輸送手段の不足により1マイル (1.6 km)手前の地点で停止し、睡眠休息を取った。夜の間に、損害の増大と物資の減少のため、ラスブリー准将は橋をドイツ軍の手に委ねざるを得なくなった。翌日、イギリス軍は合流し、ダラム軽歩兵第9大隊が戦車の支援を受けて橋の奪還を試みた。作戦開始から3日目、ダラム軽歩兵第8大隊が川の北岸に橋頭堡を築いたことで、橋はようやく完全に確保された。
プリモソーレ橋の奪取は、それまでにドイツ軍が戦力の集中と防御線の構築を終えていたため、期待されていたような急速な進撃につながらず、第8軍のカターニア攻略は翌月初めまでずれ込んだ。第1落下傘旅団は再編成のためマルタ島に戻り、それ以降はシチリア島における戦いに参加しなかったものの、この作戦から得られた戦訓はその後の連合軍の空挺作戦に活かされた。

## 背景
枢軸軍がチュニジアの戦いにより北アフリカから敗退した後、連合軍は地中海戦域においてフランス南部、バルカン半島、シチリア島ないしイタリアへの上陸作戦を構想したが、結局シチリア島が目標に選定され、作戦発動日は1943年7月10日と決まった。作戦を担当する連合軍第15軍集団（司令官：ハロルド・アレグザンダー大将）は、西部海岸のリカータ・スコリッティ間に上陸するアメリカ第7軍（司令官：ジョージ・パットン中将）、そして東南海岸のパッセロ岬・シラクサ間に上陸するイギリス第8軍（司令官：バーナード・モントゴメリー大将）から構成されていた。

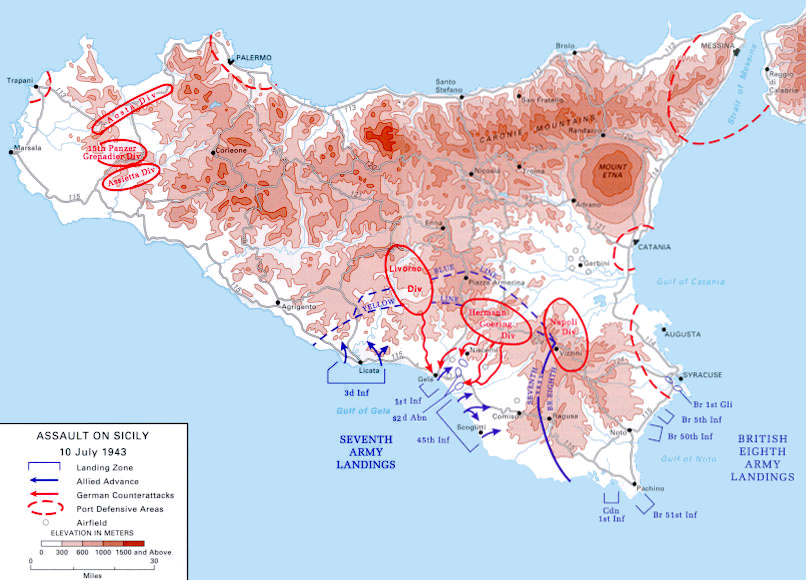
連合軍のシチリア島上陸

シチリア島侵攻に際しては、上陸作戦に加えて空挺作戦も行われた。アメリカ第82空挺師団（師団長：マシュー・リッジウェイ少将）は第7軍を支援するため降下し、イギリス第1空挺師団（師団長：ジョージ・ホプキンソン少将）は第8軍を支援するため東海岸において旅団規模の降下を複数実施した。
このうち最初に計画されたイギリス軍による空挺作戦は、シラクサ外縁部のポンテ・グランデ橋を奪取するため、第1空輸旅団（旅団長：フィリップ・ヒックス准将）によって7月9日夜から10日にかけて実施されたラッドブローク作戦だった。2度目は、アウグスタ付近の橋を奪取するため、第2落下傘旅団（旅団長：アーネスト・ダウン准将）によって10日夜から11日にかけて実施される予定だったグラトン作戦だが、これは戦況が変化したために中止された。
3度目に計画されたのがファスティアン作戦で、第1落下傘旅団（旅団長：ジェラルド・ラスブリー准将）が担当し、7月13日夜から14日にかけての実施が予定されていた。第1落下傘旅団の目標は、カターニアの南方、シメート川にかかるプリモソーレ橋だった。この橋はシメート川の唯一の渡渉点であり、重要な目標だった。これを奪取すれば第8軍のカターニア平原への通路が確保されて北方への進撃の継続が容易となる一方、破壊されてしまえば進撃に深刻な支障を来すことになる。ひとたび落下傘旅団が橋を奪取すれば、第8軍の救援部隊が上陸海岸から駆け付けるまでの間はこれを守り抜かなければならない。

### イギリス軍
ラスブリー准将率いる第1落下傘旅団は、落下傘連隊第1、第2、第3大隊、第16（落下傘）野戦救急隊、王立工兵第1（落下傘）中隊、王立砲兵第1（空輸）対戦車砲中隊から構成されていた。空輸対戦車砲中隊は、第1落下傘旅団唯一の対戦車火力として6ポンド対戦車砲を装備していたが、砲とそれを牽引するジープについては落下傘による投下ではなくグライダーによる空輸着陸を必要としていた。とはいえ砲を空輸すること自体、イギリス軍のみならず各国軍においても新しい試みであり、実戦においてはこれが最初だった。
第1落下傘旅団は実戦経験の豊かな部隊で、当初は第1空挺師団の直接指揮下にあったが、北アフリカにおける戦闘に際して師団から分遣された。1942年11月のトーチ作戦からチュニジアの戦いに至るまでの間、旅団の3個落下傘大隊はそれぞれ大隊規模の空挺作戦に参加した。一連の戦役により、第1落下傘旅団はドイツ軍から「赤い悪魔」とあだ名されるようになった。イギリス軍の落下傘大隊は通常兵員総数556名で3個ライフル中隊から構成され、各中隊は中隊本部と3個小隊から、各小隊は3個分隊から構成されていた。各分隊はブレン軽機関銃と2インチ迫撃砲、および各個人の小火器を装備する。落下傘大隊にあって重火器を装備するのは、大隊本部に直属する3インチ迫撃砲小隊とヴィッカース重機関銃小隊のみだった。
第1落下傘旅団の落下傘部隊は4つの降下区域に、グライダー部隊は2つの着陸区域にそれぞれ投入されることが決定した。第1落下傘大隊は、川の北側の「ドロップゾーン1」に降下する集団と南側の「ドロップゾーン2」に降下する集団の2つに分割された。降下後、両集団は橋を両側から同時に攻撃するため、それぞれの集合地点を目指すものとされた。第2落下傘大隊は橋の南西、ゴルナルンガ運河沿いに設定された「ドロップゾーン3」に降下する。降下後は「ジョニーI」「ジョニーII」「ジョニーIII」と呼称される3つの小さな丘を占領するが、それらは小隊規模程度のイタリア軍が防衛しているものと推定されていた。3つの丘を制圧した後は、南方からの攻撃に備えて丘に防御陣地を構築しなければならない。第3落下傘大隊は橋の北西に設定された「ドロップゾーン4」に降下する。降下後は周辺一帯を制圧し、カターニア方面からの反撃に備える。グライダー部隊は川の北側に設定された「ランディングゾーン7」と南側に設定された「ランディングゾーン8」に着陸する。降下計画が複雑であり、作戦開始から実行までの時間的猶予も少ないことから、正確な降下区域を把握するために陸軍航空隊第21独立落下傘中隊所属のパスファインダーが展開する。これはイギリス軍の空挺作戦において初めての試みだった。パスファインダー中隊は、特別な標識灯とレベッカ・ユリーカ無線標識器を携帯しており、それによって輸送機やグライダーが降下区域を正確に識別し帰還することが可能になっていた。
- DZ…ドロップゾーン（落下傘降下区域）
- LZ…ランディングゾーン（グライダー着陸区域）

第1空挺師団の高級将校は橋の奪取のために約450名（うち25パーセントが戦死者または行方不明者、75パーセントが戦傷者）の損害が生じるものと推計した。3個大隊の医官と衛生兵だけでは予想される損害に対応できないと評価され、第16（落下傘）野戦救急隊から医官1名を含む17名の分隊を各大隊へ派遣することとした。本部及び2個外科班からなる野戦救急隊の主力は旅団司令部とともに行動し、橋の南側の農場に応急救護所を設定する。
シチリア島における過去2度の空挺作戦で生じた問題を受けて、第1空挺師団に配属されていたイギリス空軍の顧問は、C-47輸送機のアメリカ人操縦士にイギリス空軍の爆撃隊形「ボンバーストリーム」を採用するよう提案した。これは通常のV字隊形とは異なり、2機1組が1分間隔で飛行するものであった。この提案は、戦前は主に民間航空路線に従事していたアメリカ人操縦士らによって拒否された。彼らは訓練の中で夜間飛行の指導を十分に受けておらず、経験の浅い者は前を飛ぶ機体に追随することに頼っていたからである。
ファスティアン作戦とは直接関係ないが、同時期にコマンドー部隊による独立作戦がシメート川の南方で実施されることになっていた。この作戦を担当する第3コマンドー隊はレオナルド川にかかるマラティ橋を奪取する予定だった。
コマンドー部隊と空挺部隊の両者を救援する部隊は、イギリス第13軍団（軍団長：マイルズ・デンプシー中将）から派遣されることになっていた。この軍団は第5歩兵師団、第50（ノーサンブリア）歩兵師団、第4装甲旅団から構成されていた。装甲旅団の3個戦車連隊はアメリカ製のシャーマン戦車を装備していた。7月13日朝、第50師団長のシドニー・カークマン少将はモントゴメリー大将の第8軍司令部に呼び出され、コマンドー部隊と第1落下傘旅団による2つの作戦と、橋を無傷で奪取する必要性について説明を受けた。モントゴメリーは、第50師団が第8軍の先鋒となってコマンドー部隊と空挺部隊を救援することを企図していた。その任務を助けるため、モントゴメリーは第4装甲旅団をカークマンの指揮下に置いた。モントゴメリーは7月14日朝までに第50師団が第1落下傘旅団を救出することを強く望んでいたが、そのためには24時間で25マイル (40 km)近く前進しなければならなかった。第50師団は7月10日にシチリア島へ上陸して以来、3日間も休みなく戦闘を続けていた。日中の気温はほとんどの時間で100 °F (38 °C)に達し、多くの者が肉体的な疲労と熱疲労に苦しんでいた。この師団の苦境は、モントゴメリーが大きな判断の誤りを犯したため改善されなかった。侵攻を計画するに際し、彼は連合軍の上陸に対して抵抗する枢軸軍の戦力を過大に評価していた。そのため、イギリス第8軍の第1線部隊は重武装だったが、後方支援部隊は軽視されており、前進の速度を維持するための輸送手段も燃料も不足していた。結局第50師団は徒歩により前進する他なかった。

### 枢軸軍
イタリア軍は、プリモソーレ橋周辺に第213沿岸師団（師団長：カルロ・ゴッティ准将）の一部を配備していた。沿岸師団は二線級部隊であり、兵員の年齢層は40代から50代で、通常は労働その他の二線級の任務に従事するものとされていた。地元住民から編成されていたこの師団の将校は再応召された者が多く、特に武器や装備が劣悪だったために士気は低かった。最近ヴィシー・フランス軍の解体に伴って接収された鹵獲品で武装を改善しようとしたものの、それらがシチリア島に到着した時には多くが使用不能の状態で、誤った弾薬が支給されたり、そもそも支給されなかったりした。
イタリア軍は、ドイツ軍第1降下猟兵師団に所属する降下猟兵部隊によって支援されていた。彼らはフランスからシチリア島への移動を命じられ、必要とあらば7月9日に降下することになっていた。第1降下機関銃大隊（大隊長：ヴェルナー・シュミット少佐）は、7月13日朝、連合軍の空襲の中でカターニアに降下した。輸送機や対戦車砲が空襲により破壊されたため、大隊は徒歩でプリモソーレ橋へ向かった。シュミットが師団長に報告した際、彼は当夜にも上陸ないし降下の危険があると警告を受けた。仮に連合軍が師団後方に上陸ないし降下すれば、シュミットの大隊は師団の脱出路となるプリモソーレ橋を固守しなければならなかった。事前の警告に基づき、機関銃大隊は現地に到着した後、橋の南方およそ2,000ヤード (1,800 m)に塹壕を掘り、落下傘降下やグライダー着陸に備えた。

### プリモソーレ橋
プリモソーレ橋は桁に鋼材を用いた鋼橋で、支間長は約400フィート (120 m)、橋面高は約8フィート (2.4 m)だった。橋の北側には並木があり、主にオリーブとアーモンドが植えられていた。南側には3つの小高い丘があり、イギリス軍からはジョニーI、ジョニーII、ジョニーIIIと呼称されていた。橋を通っているのは国道114号線で、10マイル (16 km)南方に進むとレンティーニ、7マイル (11 km)北方に進むとカターニアへ通じていた。イタリア軍は、橋の防衛のために4つのトーチカを構築しており、北岸と南岸にそれぞれ2つあった。

## ファスティアン作戦
1943年7月13日19時30分、第1落下傘旅団の兵員1856名を乗せた航空機の最初の1機が北アフリカを進発した。落下傘部隊の輸送にはアメリカ陸軍第51兵員輸送航空団のダグラス C-47 スカイトレイン105機が参加した。その内訳は第60兵員輸送航空群51機、第62兵員輸送航空群51機、第64兵員輸送航空群3機だった。さらにイギリス空軍第38飛行集団からはアームストロング・ホイットワース アルベマール11機が参加した。また、落下傘部隊に後続するグライダー部隊には、これも第38飛行集団からアルベマール12機とハンドレページ ハリファックス7機が曳航機として参加し、エアスピード ホルサ11機とウェイコ ヘイドリアン8機を曳航した。これらのグライダーにより、主に対戦車砲中隊に所属する77名の兵員と10門の6ポンド対戦車砲、18輌のジープが輸送された。

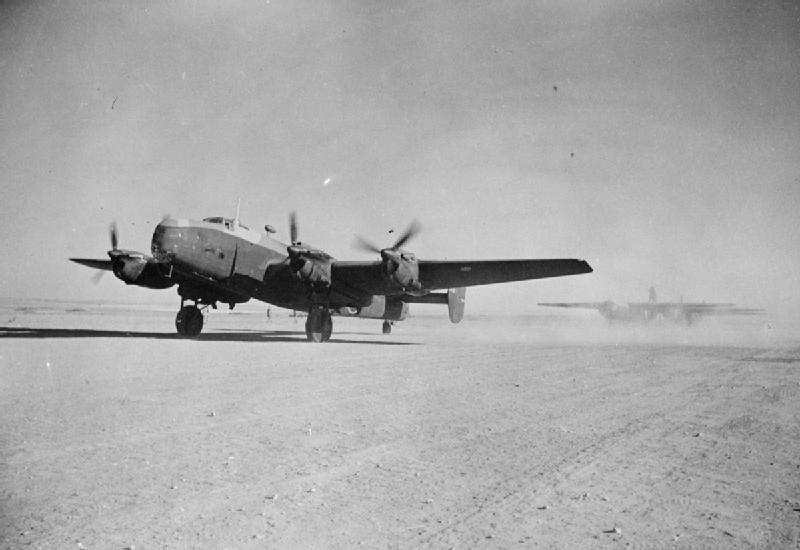
チュニジアのグブリン第2飛行場にてホルサの曳航のため準備するハリファックス

飛行経路は、出発地のチュニジアから東進し、マルタ島の東南を回り込むように変針してシチリア島の東部海岸沿いに北上していくものであった。この経路は、先頭の航空機が22時20分に降下区域へ到達する見込みで設定された。最終的にシメート川沿いに内陸の降下区域へ突入するため、シメート川に到達するまではシチリア島の10マイル (16 km)沖合を飛行することになっていた。ところが、33機が誤って進路を外れ連合軍の護送船団に接近した。船団は空襲に備えて警戒態勢を取っていたため、友軍の航空部隊に対して対空砲火を浴びせた。予期せぬ対空砲火を回避しようとした2機が空中で衝突し、海に墜落した。他に2機が撃墜され、9機が被害を受けて乗組員と搭乗者が負傷し、北アフリカの飛行場へと引き返さざるを得なくなった。
シチリア島沿岸部に到達した航空部隊は枢軸軍の対空砲火に直面し、37機が撃墜され、10機が損傷してその任務を中止した。経験の浅い何名かの操縦士はそれ以上の前進を拒み、自らの搭乗機がその場で旋回していることに気付いた第1落下傘大隊長のアラステア・ピアソン中佐は、任務を続行させるために乗組員を銃で脅さなければならなかった。対空砲火とそれに対する回避行動のため、編隊は乱れ、落下傘による降下は広範囲に分散することになった。激しい回避行動のために、かなりの落下傘兵が機内の床に折り重なり、降下命令が下った時に降下することができなかった。一旦海に逃れた機の中には、危険が大きすぎるとして操縦士が再度の突入を拒むものもあった。対空砲火を潜り抜けて任務を遂行した機においても、所定の降下区域から0.5マイル (0.80 km)以内に落下傘兵を降下させることができたのは39機に留まった。第3落下傘大隊と王立工兵隊の一部は橋の南12マイル (19 km)の地点へ降下した。さらに4機は北に20マイル (32 km)も迷走し、それらに搭乗していた落下傘兵はエトナ山の斜面に降下した。
南側の降下区域に降下した第1落下傘旅団の落下傘兵らは、第1降下機関銃大隊の射程内にいた。暗闇の中で、最初のうちドイツ兵は自軍の増援が降下してきたものと考えたが、すぐに誤りに気付いて射撃を開始した。機関銃の銃火を逃れた者も降下区域でドイツ軍に捕らえられ、およそ100名が降下するや否や捕虜となった。降下時の混乱の中で、50名の第1落下傘大隊員が集結して橋を急襲し、50名のイタリア軍守備兵が橋に仕掛けた爆発物を起爆する前にどうにかこれを奪取した。このイタリア兵らは、ラスブリー准将自ら率いる40名の落下傘兵が橋に到着したことで捕虜となった。ラスブリーは爆発物の除去と防御態勢の構築を指揮した。さらに多くの落下傘兵が橋に集結しつつあり、すぐに120名ほどになった。彼らは橋の南北に塹壕を急造した。
橋の南側に旅団司令部の指揮所と野戦救急隊の応急救護所が開設され、旅団の負傷者が治療のために到着し始めた。応急救護所から離れた場所では、第2大隊の降下区域で29名、第1大隊の降下区域「ドロップゾーン1」では15名の衛生兵が降下に際して負傷していた。
グライダー部隊における最初の損害は、離陸時、ウェイコ ヘイドリアンの曳航機2機が墜落した際に生じていた。途上では1機のグライダーが曳航機から早く切り離され、海に墜落した。シチリア島上空に到達すると、最早驚くべきことではないが、4機のグライダーが沿岸部の対空砲火により撃墜された。グライダー部隊が各自の着陸区域に到達した時には、落下傘部隊の降下が始まってからすでに2時間が経過していた。あるグライダーの操縦士は、曳光弾と爆発の光が標識灯よりも明るいのでパスファインダーは必要なかった、と後に証言した。対空砲火を潜り抜けたグライダー部隊においても、比較的無傷のまま着陸することができたのは4機に留まり、その他の機は全て降下猟兵の機関銃火に晒され、進入中に破壊された。無傷のグライダー4機には対戦車砲3門が搭載されており、これは橋の防衛戦力に加わった。グライダーの搭乗者が加わっても、橋を守る第1落下傘旅団の兵員は295名に過ぎなかった。兵力の不足だけが問題という訳ではなく、彼らの手元には対戦車砲3門、3インチ迫撃砲2門、ヴィッカース重機関銃1挺しか支援火器が存在しなかった。

### 払暁
7月14日4時30分の時点ではイギリス第1落下傘大隊がプリモソーレ橋を掌握していたが、ドイツ第1降下機関銃大隊も橋の南によく踏み留まっていた。彼らを挟むようにして、第2落下傘大隊の140名が3つの丘を占領し、500名のイタリア兵を捕虜としていた。数の上では、第1落下傘大隊も第2落下傘大隊も中隊規模に満たない兵力しか持っていなかった。第3落下傘大隊は最も悲惨な状況にあり、てんでばらばらに降下したため橋に到着したのは数名に過ぎなかった。指揮系統もなく、彼らは第1大隊に組み込まれて橋の防衛に参加した。橋の北には、イタリア軍の第372沿岸大隊と第10アルディーティ連隊第2大隊が配置されており、敵の落下傘降下の情報を受け取っていた。第372大隊では兵員の脱走が相次いでいたものの、第2アルディーティ大隊は、イギリス軍陣地に対してその後繰り返されることになる攻撃を最初に試みた。しかし、重火器の支援を欠いたためその攻撃はたやすく撃退された。
夜明けには、第1降下機関銃大隊による最初の攻撃も南側で始まり、機関銃と迫撃砲が口火を切った。第2落下傘大隊が守る3つの丘に対して行われた最初の攻撃は失敗したものの、再度の攻撃により「ジョニーII」が奪取された。第2落下傘大隊長ジョン・フロスト中佐はすぐさま反撃したが、多くの損害を出して撃退された。9時00分、第2落下傘大隊に派遣されていた前進観測班がイギリス海軍の巡洋艦ニューファンドランドとの無線交信に成功し、6インチ砲による砲撃を要請した。この艦砲射撃は望ましい威力を発揮し、ドイツ軍は少なからず損害を被って遮蔽物に身を隠した。これ以降、南側でのドイツ軍の抵抗は機関銃による嫌がらせに限定された。戦闘の結果生じた野火により、第2落下傘大隊は「ジョニーI」を放棄して「ジョニーIII」へ兵力を集中した。
橋の北側では、ドイツ軍が350名程度の戦闘団を臨時編成した。この部隊は主に第1降下通信大隊第1中隊、対空砲中隊、及び数門の対戦車砲からなり、フランツ・シュタンゲンベルク大尉が指揮していた。さらに、第2アルディーティ大隊第113中隊の兵員56名とSPAヴィベルティ AS.42偵察車6輌もこれを支援した。14時00分、シュタンゲンベルクの部隊は最初の攻撃を開始したが、イギリス軍によって撃退された。シュタンゲンベルクによる二度目の攻撃は88mm対空砲3門の支援を受けて行われ、こちらは成功した。これにより数名のイギリス兵が捕虜になり、ドイツ軍は橋の間近に到達した。さらに、88mm対空砲のうち1門が移動して橋の北端にあるトーチカと交戦した。17時00分までに第1落下傘大隊は弾薬をほぼ費消し尽くし、橋の南側へ撤退しなければならなくなった。ドイツ軍の88mm対空砲は再び前進し、今度は南側のトーチカを破壊した。物資が減少し損害が増大する中で、ラスブリー准将は橋をドイツ軍に明け渡すことを決断し、旅団は1,200ヤード (1,100 m)後退した。橋を守っていた兵員295名のうちすでに115名が死傷していた。18時30分、日暮れの中をラスブリー准将は部隊の残余を率いて第2落下傘大隊と合流した。
第16（落下傘）野戦救急隊の応急救護所は退避することができず、無人地帯に取り残された。イタリア軍将校が応急救護所に現れ、救護員らに捕虜となったことを通告してきたが、彼らは両軍の負傷者を治療していたためその場に留まって任務を続行することを許可された。負傷者の治療が一日中続けられた結果、22時00分までに外科手術は21回行われ、62名のイギリス兵と29名のドイツ兵及びイタリア兵が救護された。
この日夜明けまでに、第50（ノーサンブリア）歩兵師団は10マイル (16 km)しか前進できておらず、第3コマンドー隊が戦っているマラティ橋から8マイル (13 km)、プリモソーレ橋からは15マイル (24 km)も離れていた。17時00分、第50師団隷下の第69歩兵旅団に所属するイースト・ヨークシャー連隊第5大隊がマラティ橋に到着した時には、すでにコマンドー部隊は撤退を余儀なくされた後だった。マラティ橋は速やかに確保されたが、コマンドー部隊が爆発物を除去していたので、橋は破壊を免れていた。第50師団の一つ目の目的は達成されたので、次なる目的である落下傘部隊の救出のため、彼らは徒歩による進軍を再開した。第4装甲旅団の戦車や少数の輸送用自動車は、さらに後方のカルレンティーニで橋が破壊されていたため足止めを喰っていた。彼らの前進が再開したのは19時00分を過ぎてからになった。
午後になって、第50（ノーサンブリア）歩兵師団はプリモソーレ橋までの中間地点であるレンティーニに到着した。街路は瓦礫で閉塞され、ドイツ軍が撤退時に残置した狙撃手や機関銃の制圧にも時間を費やした。夕方には第50師団隷下の第151歩兵旅団に所属するダラム軽歩兵第6大隊が戦車数輌の支援のもと「ジョニーII」から1マイル (1.6 km)の地点に到達した。全速力で前進すべしとの命令を受けていたが、彼らはそこで睡眠休息のために停止した。

### 橋の奪還
第1落下傘旅団が退却した後、イタリア軍第372沿岸大隊、第2アルディーティ大隊、ドイツ軍第1降下機関銃大隊、シュタンゲンベルクの戦闘団などからなる枢軸軍が橋に集結した。ドイツ軍上級司令部は橋を固守することの重要性を認識しており、その日の夜に増援を落下傘降下させた。増援部隊は第1降下猟兵師団に所属する第1降下工兵大隊、第4降下猟兵連隊第1大隊、及び第1降下砲兵連隊の1個大隊だった。降下工兵大隊は橋の北側に主防御線を、南側にはより小規模な防御線を構築した。

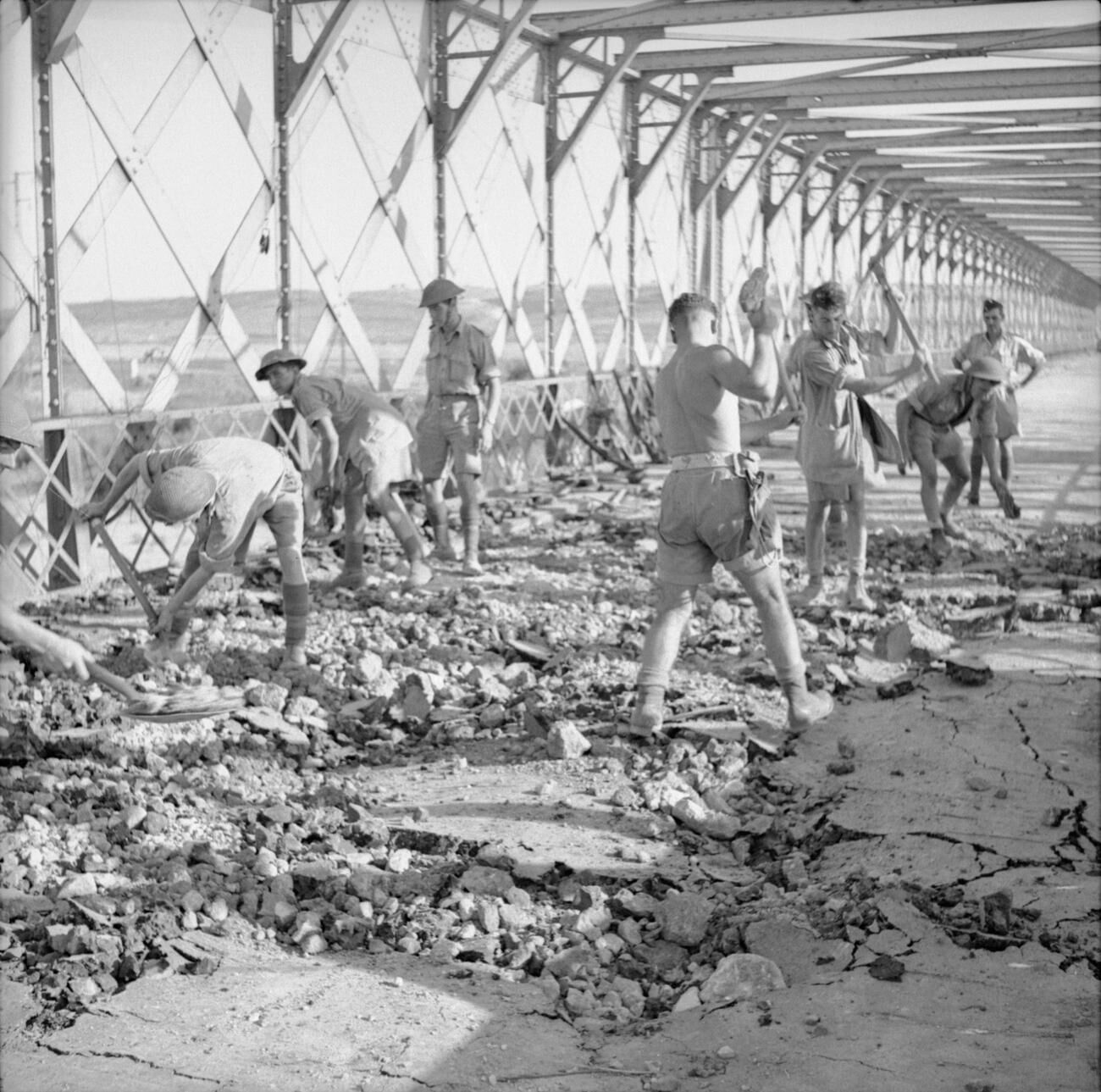
橋の奪還後、王立工兵隊が修復作業を行っている

7月15日朝、第1落下傘旅団は彼らの陣地の南から聞こえてくる戦車の砲声に気付いた。ラスブリー准将は斥候を派遣し、前夜そこで停止していた第13軍団の戦車と歩兵を発見した。第1落下傘旅団と第50（ノーサンブリア）歩兵師団はついに合流した。敵の手に落ちたまま任務を継続していた応急救護所は、第2落下傘大隊によって解放された。ダラム軽歩兵第9大隊は、第44王立戦車連隊の支援を受けてプリモソーレ橋の奪還を複数回試みた。何度目かで橋を渡ることに成功したものの、彼らに随伴していたシャーマン戦車3輌がドイツ軍の88mm対空砲によって撃破されたため、戦車の支援を失って後退を余儀なくされた。しかし、通信の齟齬によりドイツ軍の降下工兵大隊が橋の北側に後退したため、イギリス軍は南側に地歩を固めることができた。応急救護所は、17時00分に第13軍団が到着して負傷者を後送するまでの間、14名に外科手術を施した。18時00分、応急救護所は閉鎖され、人員は「ジョニーI」へ移された。応急救護所が稼働している間に、31回の外科手術が行われ、衛生兵は109名の負傷者を治療した。
ドイツ軍は、プリモソーレ橋に設置された爆発物をイギリス軍が除去したことを察知しており、爆発物を積んだトラックを突っ込ませて橋を破壊しようとしたが、失敗に終わった。
ダラム軽歩兵第9大隊はプリモソーレ橋を奪還するために夜通し攻撃を続けたが、これはドイツ軍の注意を逸らすための陽動でもあった。第1落下傘大隊長のピアソン中佐がダラム軽歩兵第8大隊の2個中隊を指揮下に置き、浅瀬を渡ってシメート川の北岸に別の橋頭堡を構築した。その日の戦闘でイギリス軍、ドイツ軍双方に多数の損害が生じたが、最終的に橋はイギリス軍によって奪還された。
7月16日7時00分、第1落下傘旅団は前進を続ける第8軍から離れ、トラックでシラクサに後送された。そこでLSTに搭乗して一夜を明かし、2時間の空襲に耐えてからバレッタに向けて出港したのは、7月17日12時00分のことだった。ファスティアン作戦中に生じた損害は、戦死者141名、行方不明者ないし戦傷者168名に達した。

## 影響
最終的にはイギリス軍の勝利に帰したものの、協調と制御を欠いた友軍対空砲火の誤射などにより、その価値は減じた。シチリア島で行われた3つの空挺作戦では、5000名の落下傘兵のうち所定の降下区域付近に降下できたのは40パーセントに過ぎなかった。プリモソーレ橋の奪取は、モントゴメリーの期待していたほどにはカターニア平原への進撃速度を早めることはなかった。疲弊した第50（ノーサンブリア）歩兵師団はそのまま橋に留まり、代わって第5歩兵師団が先鋒を掌ったが、幾度攻撃しても進撃は捗らなかった。第13歩兵旅団がシメート川に別の橋頭堡を構築したが、ドイツ軍はさらに戦力を増強して防御態勢を整え、第8軍が激戦の末にカターニアを攻略したのは1943年8月5日のことだった。その後も激戦が続き、第8軍がイタリア本土に対面するメッシーナに入ったのは1943年8月17日で、その前日に同市を攻略したアメリカ第7軍の後塵を拝することになった。

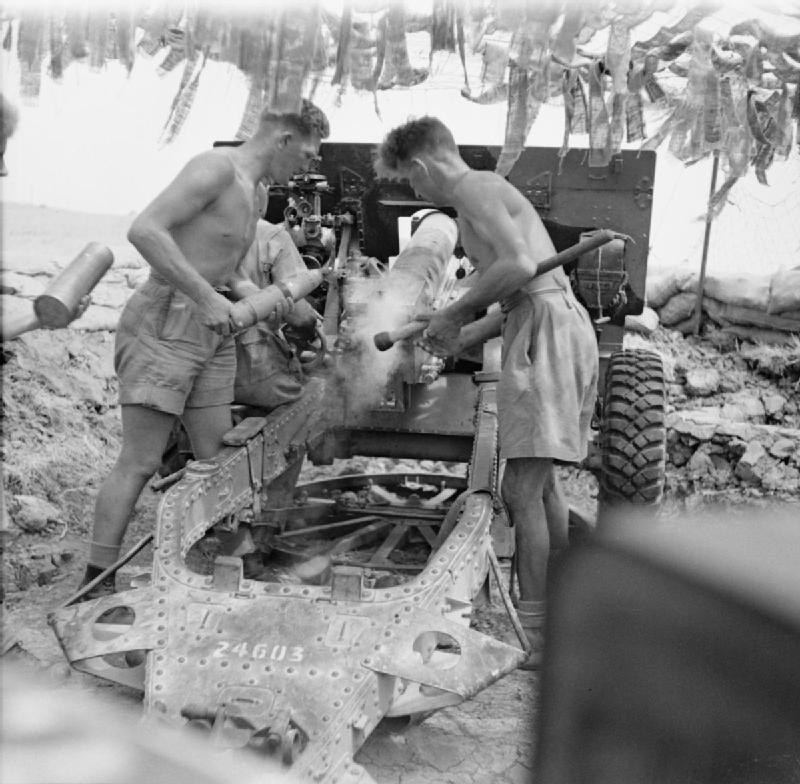
カターニア平原を進撃中、ドイツ軍88ミリ砲と交戦するイギリス軍25ポンド野砲
（1943年7月28日ないし29日頃）

シチリア島における空挺作戦で生じた諸問題を調査し、イギリス陸軍と空軍はいくつかの勧告を発した。航空機の乗組員は落下傘とグライダーの操作に習熟しなければならず、パスファインダーの降下は、標識器の設置を終えるだけの時間分、主力の降下よりも先にしなければならない。降下計画はできるだけ簡素にし、シチリア島で行われたように大隊単位の小さな降下区域をいくつも設定するのではなく、旅団単位でまとまった降下区域を設定する。グライダーは夜間海上にいる間に切り離すのではなく、その着陸区域も多くの機体を余裕を持って収容できるような広さに設定する。護送船団による誤射を受けて、護送船団の乗員に課される航空機識別訓練の時間が増え、連合軍の航空機は翼に太い三本の白線が引かれるようになった。グライダー・パイロット連隊に所属する操縦士の訓練時間も増加し、航空機間の通信手段も改良された。
空挺部隊の輸送をアメリカ製航空機とアメリカ人操縦士に頼る状況が改められ、イギリス空軍第38飛行集団が拡充された。これまで第38飛行集団にはハンドレページ ハリファックス中隊しかなかったが、アームストロング・ホイットワース アルベマール中隊4個とショート スターリング中隊4個が新設された。空軍は、グライダーで空輸するしかなかったジープと砲について、航空機の爆弾倉に積載して落下傘で投下する実験を開始した。空軍の二つ目の輸送機部隊として第46飛行集団が創設された。第38飛行集団のように複数機種の混成ではなく、ダコタのみに限定した。この改編により、イギリス空軍はアルベマール88機、スターリング88機、ハリファックス36機、ダコタ150機の計362機と、その他予備の航空機を使用できるようになった。
シチリア島で行われた複数の空挺作戦が悲惨なものとなったため、それによって得られた戦訓は、イタリア、ノルマンディ、南フランスにおいて行われたようなさらに大規模で洗練された空挺作戦に活かされることになった。